# دشت بال (سميرم)
دشت‌ بال هي قرية في مقاطعة سميرم، إيران. يقدر عدد سكانها بـ 229 نسمة بحسب إحصاء 2016.